# براينت يونغ
براينت يونغ (بالإنجليزية: Bryant Young)‏ هو لاعب كرة قدم أمريكية أمريكي، ولد في 27 يناير 1972 في شيكاغو هايتس في الولايات المتحدة.

## وصلات خارجية
- براينت يونغ على موقع مرجع كرة القدم المحترفة.كوم (الإنجليزية)